# Roland Werro
Roland Werro (* 26. Februar 1926 in Bern; † 17. November 2018 ebenda) war ein Schweizer Maler, Zeichner und Plastiker.

## Leben
Roland Werro absolvierte in Bern die Handelsschule und arbeitete anschliessend in Banken in Bern und Genf. Von 1950 bis 1952 studierte er an der Ecole des Beaux-Arts in Genf und von 1953 bis 1955 an der Académie Julian in Paris. Zudem besuchte er Kurse bei André Lhote. 1953 stellte er Werke am Salon des Réalités Nouvelles aus. Von 1955 bis 1957 erfolgte der Übergang zu ungegenständlichen Ausdrucksformen. 1956 kehrte Werro nach Bern zurück. Er gehörte in den 1960er-Jahren zur Berner Avantgarde, die vom Leiter der Kunsthalle Bern Harald Szeemann wiederholt ausgestellt wurde. Szeemann nannte ihn einen «romantischen Hard Edgeler», da er die Farbe zum Erlebnis machte und eine poetische Note einbrachte, die sich auch im Titel Der Nichtschwimmer von 1966 manifestiert. Werro gehörte zudem zu einer losen Künstlergruppe ohne festes Programm, die 1966 unter dem Namen Bern 66 in der Berner Galerie und im Halfmannshof Gelsenkirchen sowie in mehreren Galerien in Holland ausstellte.
Er war Mitglied der Sektion Bern der GSMBA. 
Werro war ab 1964 mit der aus Spiez stammenden Künstlerin und Dichterin Elsbeth C. Beyeler (1930–2019) verheiratet.
Sein Nachlass wird in der ART-Nachlassstiftung aufbewahrt.

## Werk
Sein Werk umfasst Malerei, Zeichnungen, Aquarelle, Collagen, Lithographien, Druckgrafiken, Holzskulpturen, Plastiken, Reliefs, Objektkunst, Kinetische Kunst, Multiples, Siebdrucke und Kunst am Bau. Ab 1964 schuf er scharf umrissene Farbformen auf monochromem Grund in kräftigen, kontrastierenden Farben. Von 1966 bis 1972 entstanden runde Scheiben aus Anticorodal oder verchromtem Kupfer mit zwei im Goldenen Schnitt eingeschriebenen, sich überlagernden Kreisflächen. Diese Glimpse betitelten Arbeiten kombinierte er zu Reliefs oder Plastiken.

## Auszeichnungen
- 1957: Kiefer-Hablitzel Stipendium
- 1961, 1962 und 1963: Eidgenössisches Kunststipendium.